# Henrik Falkenhagen
Henrik Falkenhagen, född i Livland, död juni 1675 i Fehrbellin, var en svensk militär.

## Biografi
Henrik Falkenhagen föddes i Livland. Han blev 1655 kornett vid Åbo läns kavalleriregemente, 1656 löjtnant, 1656 kvartermästare och 1657 ryttmästare därstädes. Falkenhagen adlades Falkenhagen 18 augusti 1668 och introducerades samma år i Sveriges Riddarhus som nummer 793. Han stupade i juni 1675 vid Fehrbellin.

### Familj
Falkenhagen gifte sig omkring 1660 med Ebba Maria Johansdotter, dotter till översten Johan Fleming. De fick tillsammans barnen Maria Falkenhagen (1662–1740), översten Johan Falkenhagen (1663–1740) vid Östgöta kavalleriregemente, kaptenen Herman Falkenhagen vid Taubes dragonregemente, löjtnanten David Falkenhagen vid Campenhausens regemente och Catharina Falkenhagen som var gift med föraren Erik Johansson Sylvast.